# Émetteur d'Issoudun

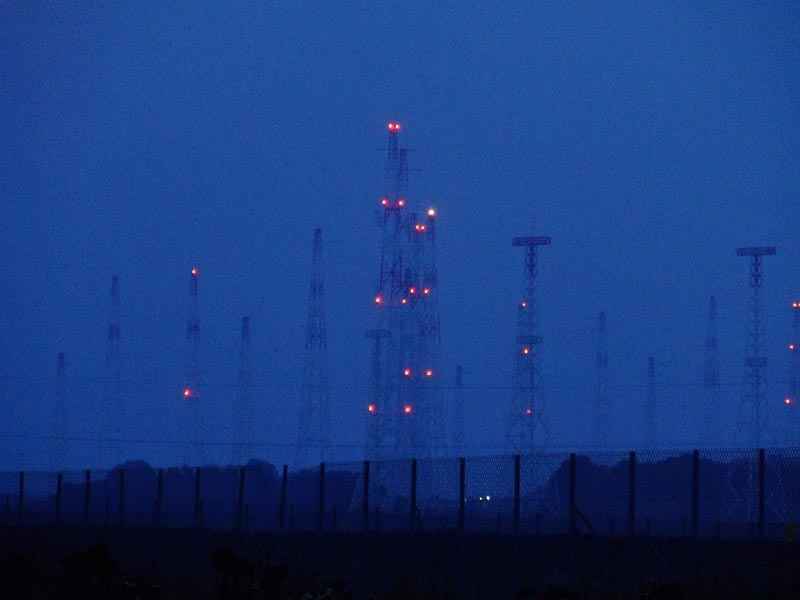
Vue nocturne des rideaux fixes du centre E avec le balisage lumineux règlementaire pour la sécurité aéronautique

L'émetteur d'Issoudun est un centre émetteur de radio en ondes courtes installé depuis 1950 à Saint-Aoustrille, près d'Issoudun, en France, où il diffuse, principalement, les programmes de Radio France internationale vers l'étranger. Il est géré depuis 1975 par la société TDF. Pour sa part importante dans l'histoire de la radio, on y trouve un conservatoire dans un des premiers bâtiments qui n'est plus utilisé,.

## Historique

### Le démarrage
L'histoire du Centre TDF d'Issoudun-Saint Aoustrille s'inscrit dans la longue aventure de la présence française sur les ondes courtes, qui a commencé en 1931. Au début des années 1930, les émissions sont diffusées depuis la région parisienne. Puis, en 1936, le gouvernement du Front populaire annonce le lancement des travaux pour la construction d'un émetteur grandes ondes à Allouis (Cher), en marge de cette installation, est implanté un émetteur ondes courtes.
En 1939, Allouis commence ses émissions en grandes ondes et en ondes courtes, le gouvernement prévoit d'installer des émetteurs ondes courtes supplémentaires, mais la place manque à Allouis. Après avoir réfléchi à créer un centre spécifique pour les ondes courtes en Maine-et-Loire, c'est finalement en relation directe avec Allouis, qu'il est choisi de le positionner à quelques kilomètres d'Issoudun, à Saint-Aoustrille.
La Seconde Guerre mondiale arrête le projet, celui-ci renaît pendant la reconstruction du pays à la fin des années 1940.
En 1950, c'est la création du centre A, composé d'antennes rhombiques (en forme de losanges) et quelques années plus tard du centre B, premier centre doté des antennes rideaux (pylônes non rayonnants soutenant une armature métallique, qui forme l'antenne à proprement parler).

### La RTF et l'ORTF
En 1964, inauguration du centre C (au nord de la route de Levroux, D 8), avec huit émetteurs de 100 kW associés à un deuxième champ d'antennes rideaux. Ces émetteurs restent en fonction jusqu'en 1997. Le centre C a été vendu par TDF, et il est toujours visible. Les antennes ont été démontées, après la réalisation du programme Alliss.
En 1972, répondant à la volonté de Georges Pompidou et après la perte du relais ORTF de Brazzaville, l'ORTF inaugure ses émetteurs de 500 kW (centre E), au nombre de huit, là aussi, associé à un champ d'antennes en Y au sud de la route de Levroux (D 8), et parfaitement visible de la route nationale 151 (Issoudun-Châteauroux).
Le champ d'antennes est disposé en forme d'Y afin d'obtenir une diffusion mondiale. Le centre E en comporte trente-six divisées par « branche ». Étant fixes, elles sont orientées soit vers des régions ou des capitales mondiales. Chaque branche d'antennes comprend au moins trois antennes, capables d'effectuer une diffusion permanente tout au long de la journée. Ces antennes sont également réversibles, permettant d'émettre devant ou derrière l'antenne, ce qui en limite notablement le nombre. Les antennes tournantes Alliss, installées dans les années 1990, suppriment totalement ce problème en effectuant une rotation complète de 360°, il est en effet très simple avec Alliss de placer l'une des deux faces de l'antenne, face à la région visée au degré près.

### TDF

#### Les années 1970
Georges Pompidou décède le 2 avril 1974. Son successeur Valéry Giscard d'Estaing, par mesure d'économie, scinde l'ORTF en sept sociétés.
Le service de diffusion de l'ex-ORTF est organisé dans le cadre d'un EPIC (Etablissement public à caractère industriel et commercial) dénommé TDF (Télédiffusion de France), il reprend tous les émetteurs, faisceaux hertziens et installations techniques de l'ancien office. Il est garant du monopole de diffusion.
A Issoudun, les émetteurs passent sous son autorité et exécutant les souhaits du nouveau gouvernement, TDF réoriente les émissions en ondes courtes, diffusées depuis Issoudun,  totalement vers l'Afrique, en français (15 h 30), anglais (1 h).
Vers l'Europe, reste l'allemand (1 h) et l'espagnol (1 h). En 1974, Issoudun diffusait en vingt-huit langues, une trentaine d'heures de programmes par jour (l'utilisation des émetteurs par différents programmes permettant facilement de dépasser les 24 heures quotidiennes).
Le 5 janvier 1975 à 0 h 30 TU/UTC, l'ORTF diffuse son dernier programme sur ondes courtes vers l'Amérique latine. Il faudra attendre la fin de l'année 1982, pour que la France s'adresse une nouvelle fois au continent sud-américain.
Le même jour, à 5 h TU/UTC, naît Radio France internationale, le nouveau nom du service français de radio internationale sur ondes courtes. Il est diffusé uniquement depuis les émetteurs issoldunois.
Le centre émetteur d'Issoudun a également diffusé des émissions radio pour la société France Régions 3 vers les DOM-TOM, avant que cette société ne se tourne, en 1976, vers la diffusion satellite.
Pour l'anecdote, Issoudun a été utilisé pour diffuser une émission hebdomadaire vers la Terre Adélie et les Iles Kerguelen, pour informer les scientifiques français des bases australes.
Avec la baisse du nombre d'heures des programmes et celui des langues utilisées, la France plonge dans la profondeur du classement des radios internationales (50e position).
En 1976, Raymond Barre, qui à son poste de secrétaire d'État au Commerce extérieur, avait demandé une augmentation des budgets pour RFI, devient Premier ministre.
Au printemps 1976, c'est l'arrivée de RFI en Amérique du Nord de 12 h 27 à 18 h 12 avec le relais de la chaîne nationale France Inter.
1977, c'est la diffusion de RFI vers l'Europe centrale et orientale (le vocable d'« Europe de l'Est » est étrangement inutilisé sur l'antenne et dans la communication de la station). Après des émissions d'essai en différentes langues (russe, roumain et polonais), il apparait clairement que la prudence de la politique giscardienne envers l'Union soviétique empêche un véritable développement de la chaine Est, et seuls des émissions en Français (relais de France Culture, essentiellement) sont diffusées vers le public est-européen.
La France remonte en 1978, à la 28e position du classement mondial des radios sur ondes courtes.

#### Les années 1980
En janvier 1981, le gouvernement de Raymond Barre décide la construction d'un centre émetteur ondes courtes en Guyane française à Montsinéry-Tonnegrande, mais sans en préciser son utilisation future.
En février 1981, le centre TDF d'Issoudun commence à travailler en commun avec celui de Moyabi (Gabon) qui appartient à la Société financière de radiodiffusion (SOFIRAD), afin d'améliorer la couverture de l'Afrique occidentale (de Dakar à Lagos). Les deux centres émettent sur la même fréquence (celles-ci sont rares à cette époque), mais on s'aperçoit vite que le signal issoldunois arrive avant celui du Gabon, provoquant un effet d'écho désagréable pour l'écoute. Le signal gabonais arrivant par satellite, on doit compter sur le temps de parcours. Mi-1981, pour pallier ce problème, les techniciens de TDF installent une ligne à retard sur les émissions à destination de l'Afrique.
À partir de septembre 1981, François Mitterrand, devenu président de la République, fait relancer par son gouvernement, l'action extérieure de l'audiovisuel.
Au soir du 13 décembre 1981, jour du coup d'État militaire en Pologne, le centre issoldunois diffuse sa première émission en langue polonaise sur ondes courtes, la première depuis le 4 janvier 1975.
En septembre 1982, c'est le retour d'Issoudun vers l'Amérique latine, après huit ans d'absence, le centre issoldunois fonctionne ainsi de 5 h à 2 h (heure française).
Un an plus tard, en septembre 1983, Issoudun renoue avec l'Asie du Sud-Est, par la diffusion d'un programme en français, sur trois fréquences avec des émetteurs 500 kW entre 23 h et 0 h 30 (TU/UTC), ce qui correspond à une diffusion matinale sur la région concernée. Quelques années plus tard, la diffusion sera élargie, en termes d'horaires et de langues, chinois mandarin, vietnamien, laotien, anglais et khmer. 
Petit à petit, le centre retrouve une activité 24 heures sur 24. Des nouvelles langues arrivent, roumain, serbo-croate, russe… D'autres ne sont diffusées qu'à partir d'émetteurs loués par RFI dans le monde entier, et non depuis Issoudun (laotien, mandarin, créole, khmer, vietnamien, etc.).
Il ne manque plus que trois heures pour assurer la jointure du 24 heures sur 24. Celle-ci est réalisée le 28 mars 1986, par l'extension des émissions vers l'Amérique centrale et vers le Proche-Orient. Du fait du décalage horaire, à 3 heures TU/UTC, l'Amérique centrale se couche, à la même heure le Moyen-Orient se réveille. Il est d'ailleurs fréquent d'entendre certains animateurs de RFI accueillir leurs auditeurs d'un « bonjour, bonsoir ».
Entre 1982 et 1986, se pose le problème des émetteurs, les vingt émetteurs d'Issoudun et d'Allouis et les quatre émetteurs guyanais doivent supporter toute la charge des nouvelles émissions. Le Gouvernement pense pouvoir installer un centre-relais à Djibouti et en Nouvelle-Calédonie.
Fort de cette idée, François Mitterrand repousse la proposition d'Helmut Kohl, de construire en commun un centre émetteur au Sri Lanka. Deutsche Welle (La Voix de l'Allemagne) construit seul son centre émetteur. Les projets français sont annulés, à la suite des problèmes en Nouvelle-Calédonie. Une géopolitique instable n'est pas en effet bonne conseillère, quand il s'agit d'engager plusieurs centaines de millions de francs. L'Allemagne ne sera pas plus chanceuse avec son relais du Sri-Lanka, victime d'une guerre civile.
1989 marque un virage historique pour les ondes courtes. La fin des régimes communistes est-européens marque la nécessité de réorienter les émissions en ondes courtes. Petit à petit, l'Europe de l'Est disparaît des programmes de RFI et des ondes courtes issoldunoises.

#### Les années 1990
À la même époque, il faut penser à renouveler les émetteurs ondes courtes de 1964, qui arrivent en fin de service, et manquent de puissance avec leurs 100 kW. Un contrat d'objectifs est lancé par RFI, TDF et Thomson pour créer un nouveau concept d'antennes modulables. Cela deviendra Alliss (pour « ALLouis-ISSoudun »), le bon de commande pour seize antennes est signé en 1991.
Le principe d'Alliss étant d'installer l'émetteur à la base de l'antenne, qui elle-même est orientable à volonté. L'antenne possède deux faces pour permettre une diffusion sur toute la bande des ondes courtes qui va de 6 à 26 MHz. Contrairement à l'ancien système qui séparait tous les éléments sur de grandes étendues, rien n'empêche d'installer les Alliss « où l'on veut », un câble pour l'arrivée du programme, une arrivée d'eau pour climatiser l'émetteur, une arrivée de courant pour l'énergie, suffisent. La télé-exploitation peut se faire d'Allouis ou de Romainville, seule une équipe de maintenance reste sur Issoudun.
Les travaux commencent en 1992, avec le câblage de la zone en fibre optique après la détermination de l'emplacement de chaque Alliss, puis le renforcement de la station d'énergie qui reçoit les lignes électriques d'Éguzon.
Au printemps 1993, le premier socle sort du sol, le premier mât tubulaire gris et blanc est érigé, les premières armatures métalliques rouges et blanches sont installées. La première antenne est « Volga », non loin de la RN 151, où elle est inaugurée en novembre 1993, et commence immédiatement ses diffusions vers Dakar sur 15 300 kHz.
Du même côté, on arrête le premier émetteur de 1964 dans le Centre C, marquant ainsi un passage de génération à TDF. C'est un enchaînement qui va se poursuivre pour « Danube », « Mékong », « Tigre », « Amour », « Oural », « Mississippi », « Sénégal », « Nil », « Amazone », « Gange », « Saint-Laurent ».
L'antenne « Gange » (voir photo ci-dessous), est assez particulière, elle se démarque des autres par une esthétique discutable, mais cela est obligatoire pour des raisons techniques. Elle doit son côté étrange à sa diffusion dans les fréquences des 75 m (la fréquence de 3 965 kHz vient de « Gange »), pour la zone européenne et du Maghreb.
L'activité du Centre TDF est surveillée de près par le Gouvernement. C'est un lieu stratégique et la fin de la guerre froide, permet de libéraliser le centre, dans le sens où TDF peut rechercher des nouveaux clients afin de compenser le départ partiel du locataire historique, Radio France internationale qui se tourne de plus en plus vers la radio par satellite et la modulation de fréquence, pour desservir les capitales du monde.
Mais ce phénomène est globalement européen, donc il se trouve très rapidement, dans l'Europe entière, un nombre important d'émetteurs en ondes courtes inutilisés.
Ce retrait partiel de RFI a aussi pour conséquence la limitation du nombre d'Alliss à douze au lieu de seize et la fin du Centre ondes courtes TDF d'Allouis.
1996 voit l'abandon de l'indicatif « Nous n'irons plus au bois » qui annonçait la mise en ondes des émetteurs, c'était le seul programme diffusé depuis Issoudun, avant que Paris ne reprenne évidemment le relais.
1997 voit la fin du service ouest-européen sur 6 175 kHz, seule fréquence totalement audible en France.
Depuis, le centre TDF accueille plusieurs radios internationales (exemples : Radio Taiwan International, Libye, Radio Japon, Deutsche Welle, Radio Séoul, Voice of America). BBC World Service (Service mondial) de BBC utilise les émetteurs TDF de la Guyane française.

#### Les années 2000
En 2007, RFI est devenue la quatrième radio mondiale.
Depuis le début de l'année 2008, TDF diffuse depuis le centre émetteur d'Issoudun, Radio Nederland, jusqu'à sa disparition en 2012.
En plus de ces radios, le centre émetteur diffuse, depuis 2009, les programmes de Radio Alger International et quelques programmes pour Radio Pologne.
Ce centre comprend vingt émetteurs de 500 kW, dont douze antennes tournantes dites « Alliss ». Alliss pour « ALLouis-ISSoudun » bien qu'Allouis n'ait jamais reçu les quatre antennes qui lui étaient dévolues.
TDF a décidé de concentrer en trois lieux, sa diffusion en ondes courtes, à Nauen (Allemagne), Montsinéry (Guyane française) et à Issoudun. Le centre émetteur de Pori (Finlande), propriété de TDF, a transféré ses trois émetteurs OC vers Issoudun durant les années 2009–2010.

#### Les années 2010
RFI utilise de moins en moins, le centre d'Issoudun du fait de son coût de diffusion, bien qu'un seul émetteur permet de desservir jusqu'à plusieurs dizaines de millions d'auditeurs potentiels, nombre bien supérieur aux émetteurs FM utilisés par RFI, dans quelques grandes villes du monde.
Pour pallier le retrait de RFI, le centre TDF d'Issoudun s'ouvre à d'autres diffuseurs : Radio Alger (déjà cité), La Voix de l'Amérique, Deutsche Welle, etc. La liste évolue au gré des saisons de diffusions, et contient une quinzaine de clients.
Les ondes courtes sont toujours à l'écoute des nouvelles technologiques. Dans ce but, le centre émetteur peut diffuser en norme Digital Radio Mondiale (DRM), qui doit à terme remplacer la diffusion analogique.
L'écoute exige la possession d'un récepteur ondes courtes (OC/SW), audible seulement en France dans un rayon de 30 km autour de Issoudun/St-Aoustrille (diffusion par onde de sol), le signal devient ensuite inaudible jusqu'aux régions visées (Afrique, Amérique, Asie). En septembre 1981, Radio France décide de céder l'usage de la fréquence 6 175 kHz à RFI, ce qui permet aux auditeurs français de capter la station.
En 2014, la découverte d'un accord de diffusion liant TDF avec un organisme proche de la CIA pour la diffusion d'une radio favorable à l'opposition cubaine depuis l'émetteur d'Issoudun, conduit le député communiste André Chassaigne à interroger la ministre de la Culture et de la communication, Aurélie Filippetti,,,.

## Équipements de radiodiffusion
Voici une présentation visuelle de quelques équipements de radiodiffusion en ondes décamétriques :

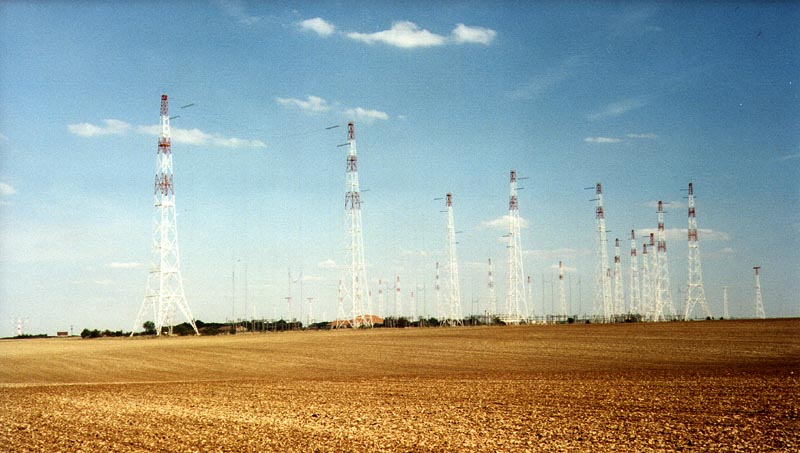
Ensemble des antennes rideaux fixes du Centre E dont certaines sont à présent hors service. Ces rideaux sont optimisés pour une puissance de 500 kW PAR
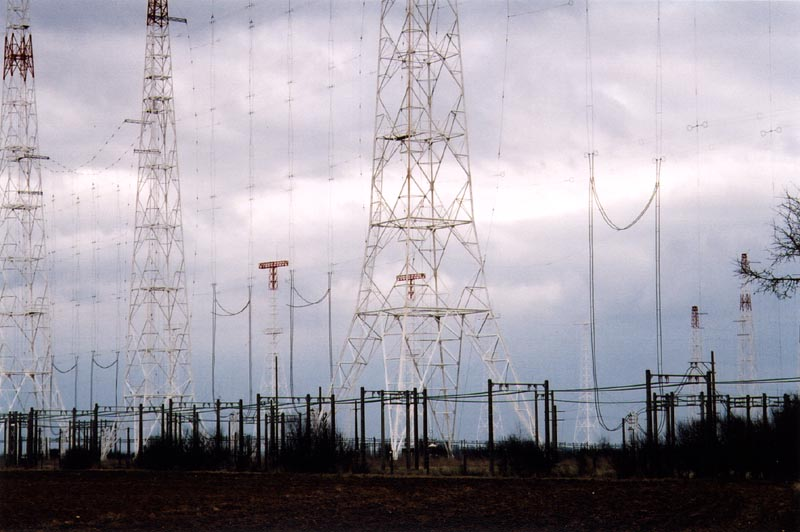
Arrivée des feeders au pied des antennes rideaux fixes du Centre E. Les feeders aériens, qui sont symétrisés, acheminent vers les dipôles rayonnants des antennes le signal HF des blocs émetteurs situés dans un bâtiment technique proche
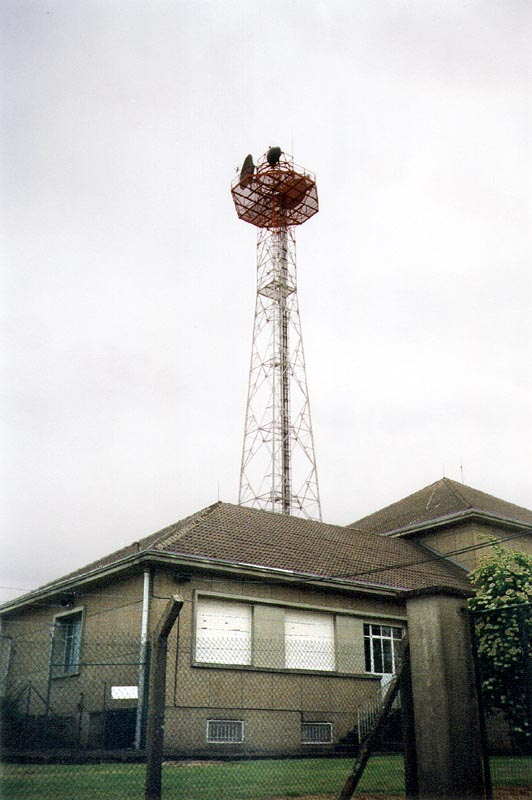
Centre nodal D situé à quelques centaines de mètres du bâtiment E et des antennes Alliss. Ce nodal reçoit les programmes de Radio France internationale via des liaisons satellite, un secours de transmission est assuré par faisceaux hertziens comme on peut le voir sur le pylône. À noter que ce nodal distribue les programmes de RFI vers les douze antennes Alliss par un réseau de fibres optiques souterrain.
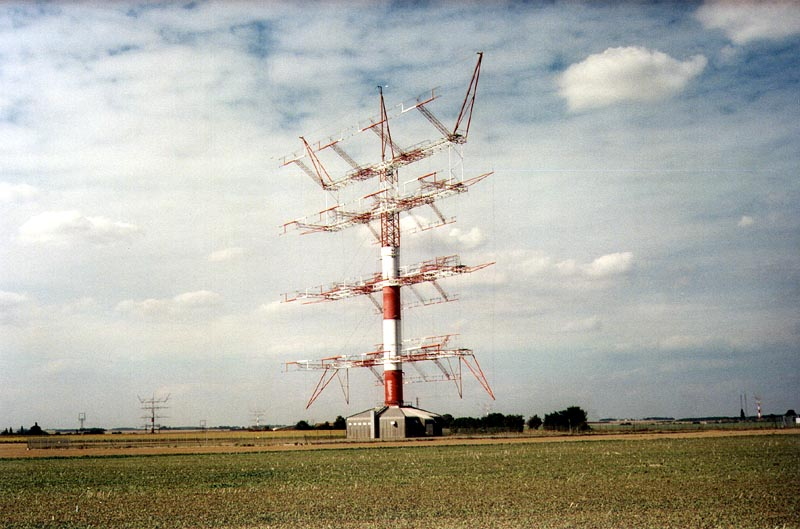
Première antenne Alliss inaugurée le 23 novembre 1993 en présence du ministre des Communications et de l’Industrie, Gérard Longuet, du président de TDF, Bruno Chetaille et des présidents de Thomson et RFI, Alain Gomez et André Larquié. Cette antenne a été surnommée « Volga ».
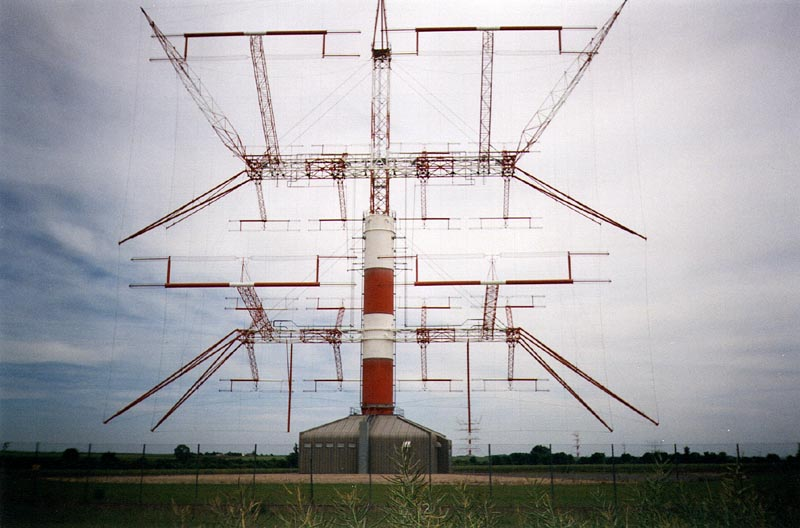
Antenne Alliss baptisée « Gange ». C'est la seule antenne de cette série qui est multibandes et qui est capable de radiodiffuser sur la bande 3 900 à 3 990 kHz
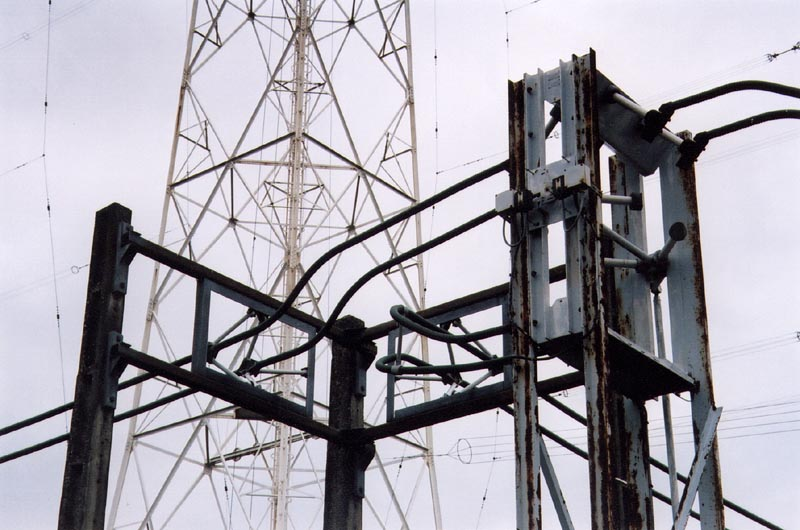
Système aérien de commutation des feeders symétrisés qui acheminent sur les antennes rideaux les signaux HF venant des blocs émetteurs du bâtiment technique du Centre E

## Description technique des antennes Alliss
Chaque antenne Alliss fait environ 80 m de haut et 60 m de large. Le fût principal peint alternativement en rouge et blanc pour la sécurité aéronautique, supporte l’ensemble de la structure.
À la base du fût se trouve le bâtiment technique qui abrite le bloc émetteur d’une puissance de 500 kW ainsi que le système de rotation de l’antenne rideau.
Le système de rotation est constitué d’une couronne dentée solidaire du fût. Cette couronne est mise en mouvement par deux puissants moteurs électriques via un réducteur d’engrenage et un pignon agrippé à la couronne. Un frein à disque associé à chaque moteur permet de positionner avec une grande précision l’orientation de l’antenne. Les deux moteurs d’entraînement sont diamétralement opposés sur la couronne principale afin de réduire l’effort mécanique.
Le bloc émetteur conçu par Thomcast est constitué des éléments techniques suivants :
- un étage BF transistorisé recevant le programme de RFI ;
- un étage pilote à quartz générant la porteuse HF ;
- un étage HF transistorisé de préamplification de la HF non modulée ;
- un amplificateur RF final de puissance de 500 kW PAR ;

L’étage RF final est équipé d’une unique tétrode de puissance pouvant développer jusqu’à 550 kW dits PAR (puissance apparente rayonnée) c’est-à-dire incluant le gain de l’antenne et les pertes du feeder. La tétrode est le modèle TH576 construit par Thales Electron Devices, la dissipation thermique s’effectue par hypervapotron avec un rendement situé entre 60 et 80 %. Voici les caractéristiques électriques de cette tétrode :
- tension de cathode : 19 V AC ou CC
- courant de cathode : 950 A
- gain d’amplification : 5
- tension d’anode : 14,5 kV
- courant d’anode : 41 A
- tension de la grille G1 : - 700 V
- courant de la grille G1 : 2 A
- tension de la grille G2 : 1,2 kV
- courant de la grille G2 : 7 A
- puissance maximale : 550 kW

En sortie de la tétrode, le signal RF modulé est adapté à la nature du feeder par une cellule de symétrisation. Un ensemble de selfs et de condensateurs ajustent l’impédance et la syntonisation des étages, ces éléments sont asservis en position par des ensembles de commande à moteurs pas à pas.
Le feeder principal symétrisé qui monte dans le fût de l’antenne distribue la puissance sur les innombrables dipôles du rideau tous en polarisation horizontale.
Chaque antenne Alliss est desservie en souterrain par une alimentation électrique venant du poste source de la RTE, une fibre optique venant du nodal D qui achemine le programme audio de RFI et une canalisation d’eau pour le refroidissement hypervapotron.
L’exploitation des antennes Alliss s’effectue à distance via les fibres optiques depuis le site ondes longues de France Inter d’Allouis ou depuis le nodal national de TDF situé sur la commune des Lilas près de Romainville en Seine-Saint-Denis (la tour est implantée sur le fort de Romainville).